# Tillandsia rariflora
Tillandsia rariflora är en gräsväxtart som beskrevs av Éduard-François André. Tillandsia rariflora ingår i släktet Tillandsia och familjen Bromeliaceae. Inga underarter finns listade i Catalogue of Life.